# جامع القرويين
جامع القرويين أو مسجد القرويين (عُرف بـ "جامع الجامعة") هو جامع في مدينة فاس المغربية، تم الشروع في بناء الجامع في الأول من رمضان 245 هـ الموافق (30 نوفمبر 859م) في عهد السلطان الإدريسي يحيى الأول، تم تشييده من طرف فاطمة الفهرية وظلت صائمة محتبسة إلى أن انتهت أعمال البناء وصلت في المسجد شكرا لله، وقد وهبت كل ما ورثته لبناء المسجد.  تكلف أهل المدينة وحكامها بتوسعة المسجد وترميمه والقيام بشؤونه. ولقد أضاف الأمراء الزناتيون بمساعدة من أمويي الأندلس حوالي 3 آلاف متر مربع إلى المسجد وقام بعدهم المرابطون بإجراء توسعة أخرى.

## التأسيس
كان موضع جامع القرويين في البداية أرضًا خالية تُستعمل لاستخراج أصناف الجصّ، وبها أشجار، وكانت مملوكة لرجل من قبيلة هوّارة، آلت إليه عن طريق والده حين تأسست المدينة. 
قدم وفد من أهل القيروان إلى الإمام إدريس، بصحبة نسائهم وأولادهم. أنزلهم الإمام حوله في عدوة القرويين. من بين النساء كانت هناك امرأة صالحة مباركة تُدعى فاطمة أم البنين بنت محمد الفِهري القيرواني، قدمت من إفريقية مع زوجها وأختها.
توفي زوج فاطمة وأختها، فورثت منهما مالًا وفيرًا، حلالًا خالصًا، لم يختلط بتجارة أو شبهة. أرادت أن تُنفق المال في وجوه البر والخير، فاختارت بناء مسجد يرجى ثوابه يوم القيامة. اشترت الأرض التي سيُبنى عليها الجامع من مالكها، ثم شرعت في بناء جامع القرويين في يوم السبت قبل رمضان سنة 245هـ (859م). 
تشير روايات أخرى  إلى أن فاطمة كانت لها أخت تُدعى مريم بنت محمد الفِهري. فاطمة بنت جامع القرويين ومريم بنت جامع الأندلس كلا الجامعين بُنيا من مال موروث حلال عن والدهما وأخوتهما، في عهد الأدارسة، واستمر بقاؤهما على حالتهما الأصلية حتى نهاية العصر الإدريسي.

## صومعة المسجد
صومعة المسجد مربعة وواسعة، تعد هذه الصومعة أقدم منارة مربعة في بلاد المغرب العربي.

## التوسيع
قام المرابطون بإجراء إضافات على المسجد فغيروا من شكل المسجد الذي كان يتسم بالبساطة في عمارته وزخرفته وبنائه إلا أنهم حافظوا على ملامحه العامة. وكان هناك تفنن من قبل المعماريين في صنع القباب ووضع الأقواس ونقش آيات القرآن والأدعية. وأبرز ما تركه المرابطون في المسجد هو المنبر الذي لا يزال قائما إلى اليوم. وبعد المرابطين، قام الموحدون بوضع الثريا الكبرى والتي تزين المسجد الفاسي إلى اليوم.

## الوصف
لمسجد القرويين سبعة عشر بابا وجناحان يلتقيان في طرفي الصحن الذي يتوسط المسجد. كل جناح يحتوي على مكان للوضوء من المرمر، وهو تصميم مشابه لتصميم صحن الأسود في قصر الحمراء في الأندلس. عرف الجامع المزيد من الاهتمام في مجال المرافق الضرورية فزين بالعديد من الثريات والساعات الشمسية والرملية وأضيفت للمسجد مقصورة القاضي والمحراب الواسع وخزانة الكتب والمصاحف. طراز الجامع المعماري عمومًا هو الطراز المعماري الأندلسي.

## جامعة القرويين
بعد بناء الجامع قام العلماء بإنشاء حلقات لهم فيه، وكان يجتمع حولها العديد من طلاب العلم، وبفضل الاهتمام الفائق بالجامع من قبل حكام المدينة المختلفين تحولت فاس إلى مركز علمي وثقافي ينافس المراكز العلمية ذائعة الصيت في مدينة قرطبة وفي مدينة بغداد.
يعتقد أن جامع القرويين قد انتقل من مرحلة الجامع إلى مرحلة البداية الجامعية في العهد المرابطي، حيث قام العديد من العلماء باتخاذ المسجد مقرا لدروسهم. وحسب النصوص المتوفرة فإن جامع القرويين دخل مرحلة الجامعة الحقيقية في العصر المريني حيث بنيت العديد من المدارس حوله وعزز الجامع بالكراسي العلمية والخزانات.